# Brant Point Light
Brant Point Light ist ein historischer Leuchtturm auf Nantucket im Bundesstaat Massachusetts der Vereinigten Staaten. Das Gebäude wurde 1987 im Rahmen der Multiple Property Submission Lighthouses of Massachusetts MPS in das National Register of Historic Places aufgenommen.

## Geschichte
Das Brant Point Light ist nach dem Boston Light – und bezogen auf das erste Bauwerk an diesem Standort – der zweitälteste Leuchtturm der Vereinigten Staaten. In den 1740er Jahren war die Walfangindustrie auf Nantucket im Aufschwung, sodass zur Absicherung des Schiffsverkehrs am namensgebenden Brant Point ein Leuchtturm errichtet wurde. Dafür wurden 200 Britische Pfund (heute ca. 33.100 Pfund) genehmigt. Dieses erste Bauwerk brannte 1757 nieder. Der nachfolgende Turm wurde 1774 durch einen Sturm zerstört, der auch viele Gebäude auf der Insel in Mitleidenschaft zog. Um den dritten Leuchtturm zu finanzieren, wurde von jedem Schiff für die erste Ein- und Ausfahrt im Jahr eine Steuer in Höhe von sechs Schilling erhoben.
Im September 1781 griffen Freibeuter der Loyalisten den Hafen von Nantucket an. US-amerikanische Streitkräfte wurden von Cape Cod nach Brant Point verlegt und installierten dort Kanonen, mit deren Hilfe sie die Angreifer vertreiben konnten. 1783 brannte der Leuchtturm erneut nieder. Der Neubau bestand aus nicht viel mehr als einer Laterne zwischen zwei Pfählen und brannte 1786 ebenfalls ab. Das mittlerweile fünfte Bauwerk wurde bereits zwei Jahre nach seiner Errichtung von einem weiteren Sturm zerstört. 1788 errichtete der Commonwealth of Massachusetts einen weiteren Leuchtturm, der 1795 in das Eigentum der Bundesregierung der Vereinigten Staaten überging.
1825 wurde das Brant Point Light für 1600 US-Dollar (heute ca. 45.200 Dollar) erneuert, um dem auf mehr als 200 Walfangschiffe angewachsenen Schiffsverkehr gerecht werden zu können. 1856 folgte ein weiterer Neubau, der 15.000 US-Dollar (heute ca. 494.600 Dollar) kostete. Er war 47 ft (14,3 m) hoch, bestand aus Ziegelsteinen und erhielt eine Fresnel-Linse vierter Ordnung. Dieses Bauwerk existiert noch heute und befindet sich als Teil des örtlichen Stützpunkts der Küstenwache der Vereinigten Staaten westlich des heute als Brant Point Light bezeichneten Turms.
1901 wurde der heute noch in Betrieb befindliche Leuchtturm 596 ft (181,7 m) östlich des Vorgängerbauwerks errichtet und mit einer Fresnel-Linse fünfter Ordnung ausgestattet. Es verfügte ursprünglich über eine 1000 Pfund schwere Nebelglocke. 1933 wurde das ursprünglich weiße Licht auf rot geändert, um Verwechslungen mit den nahestehenden Häusern auszuschließen. 1983 erfolgte eine vollständige Renovierung, und im Herbst 2000 wurde der Leuchtturm im Rahmen eines sechs Wochen dauernden Projekts grundlegend überholt. Heute zählt der Leuchtturm mit rund 8 m Höhe zu den niedrigsten in Neuengland. Er ist von den Fähren, die Nantucket anfahren, gut zu sehen.
Am 28. September 1987 wurde der Leuchtturm als Brant Point Light Station unter der Nummer 87002029 in das National Register of Historic Places eingetragen.

## Architektur und Technik
Der 26 ft (7,9 m) hohe Turm wurde aus Holz errichtet. Sein rotes Dauerlicht, das eine Reichweite von 10 sm (18,5 km) besitzt, wird alle 4 Sekunden unterbrochen (occulting). Der Turm verfügt zudem über ein Nebelhorn, das alle 10 Sekunden ein einsekündiges Tonsignal aussendet (1s bl).